# Сетариоз
Сетариоз (Setariosis) — гельминтоз из группы филяриатозов, вызванные нематодами рода Setaria. По данным ВОЗ сетариоз относится к группе забытых болезней.

## Этиология и эпидемиология
Возбудители — нематоды рода Setaria (сем. Setariidae) паразитируют в брюшной полости, в головном и спинном мозге, в глазах и в крови лошадей и крупного рогатого скота. Сетарии — нитевидные нематоды, самец длиной 30—66 мм, самка — 25—190 мм. Самка — живородящая.
Сетарии распространены в странах Европы, Азии, Африки и Америки.
Механизм передачи инфекции — трансмиссивный,их переносят комары и мухи-жигалки.

## Сетариоз человека
Человек может заразится Setaria labiatopapillosa и Setaria equina. При инвазии S. labiatopapillosa (болеют в основном женщины), наблюдалось поражение глаз: светобоязнь, глазная опухоль, чувство инородного тела, небольшая количеством сыпь и низкая эозинофилия (6-8 %). Лечение заключалось в хирургическом удалении паразитов.

## Сетариоз животных
У лошадей паразитирует Setaria equina, у крупного рогатого скота, буйволов, зебу — S. labiatopapillosa, у маралов и пятнистых оленей — S. cervi. Паразитирование у лошадей приводит к различным патологиям, например, могут развиваться гнойно-некротические процессы в лёгких и в печени, у овец наблюдаются парезы и параличи конечностей; при поражении головного мозга у овец и оленей — расстройство координации движения, гибель животных. Может поражаться кожа, глаза и т. д.